# Esko Riepula
Esko Olavi Riepula, född 2 februari 1941 i Paavola, är en finländsk politiker och författningsexpert.
Riepula blev förvaltningsdoktor 1973. Han var 1981–2001 professor i offentlig rätt vid Lapplands högskola, sedermera Lapplands universitet, och dess rektor 1983–2006. Han har även varit aktiv inom politiken och näringslivet, till exempel som elektor vid presidentvalet 1982 (soc.dem.) och medlem av Eka-koncernens förvaltningsråd 1988–1992. Bland arbeten märks Verolakien säätämisestä (1968) och Eduskunnan perustuslakivaliokunta perustuslakien tulkitsijana (1973), som har ansetts representera en ny, mer vetenskapligt kritisk forskningstradition inom författningsrätten.